# Pangasius mahakamensis
Pangasius mahakamensis ist eine Fischart aus der Gattung Pangasius innerhalb der Familie der Haiwelse. Die Art kommt endemisch im Osten Borneos im Fluss Mahakam vor. Sie wurde erst 2002 aus der Art Pangasius polyuranodon ausgegliedert.

## Merkmale
Der Körper von Pangasius mahakamensis ist kräftig und mäßig langgestreckt. Mit einer Maximallänge von 18,2 cm ist die Art eine der kleinsten der Gattung. Die Schnauze ist kurz und abgerundet mit unterständigem Maul. Die Zahnplatte am Zwischenkieferbein ist bei geschlossenem Maul sichtbar. Die Augen sind groß. Die Barteln am Unterkiefer sind kurz. Die Kiemenreuse weist 20 bis 27 Strahlen auf. Der Körper ist oliv bis grünlich-grau, die unteren Flanken und der Bauch sind silbrig bis weiß. Rücken-, Brust- und Schwanzflosse sind gelblich, die anderen Flossen durchscheinend.
Flossenformel: Dorsale II/7 Anale 27–32 Pectorale I/10–13 Ventrale II/6

## Lebensweise
Kleinere Individuen mit Körperlängen von bis zu 15 cm halten sich vorwiegend im Brackwasser der Flussmündung auf, während größere Tiere auch flussaufwärts im Süßwasser gefunden werden. Als Nahrung dienen Insekten und kleine Früchte. Über die Fortpflanzung ist nichts bekannt.